# Trizocheles pilgrimi
Trizocheles pilgrimi är en kräftdjursart som beskrevs av Forest och McLaughlin 2000. Trizocheles pilgrimi ingår i släktet Trizocheles och familjen Pylochelidae. Inga underarter finns listade i Catalogue of Life.